# 伊熱夫斯克

伊熱夫斯克市徽

伊熱夫斯克（羅馬化：Izhevsk，羅馬化：Ižkar 或 ，羅馬化：Iž）是俄羅斯烏德穆爾特共和國首府。2002年人口632,140人，是俄國人口第二十多的城市。
伊热夫斯克过去是一个工业城市，其特点为各式各样的金属制造，尤其是机械和武器。伊热夫斯克是俄罗斯最著名的步枪建造点之一，米哈伊尔·卡拉什尼科夫在这里设计了他著名的AK-47突击步枪，卡拉什尼科夫生前也生活在这里。这里也是汽车和摩托车生产基地——品牌名称为依兹（IZH）。另外这里是NBA猶他爵士的安德烈·基里連科的出生地，他的昵称为“AK-47”（來自他的名字Andrei Kirilenko，和他的球衣號碼47）。

## 历史

### 早期定居点
现代伊热夫斯克现在所在的领土上的先驱定居点是由乌德穆尔特人在5世纪建立的。在卡鲁特卡河畔有两个设防的定居点。后来这块领土并入了喀山汗国。1552年，俄罗斯征服了该汗国，1582年，伊凡雷帝将卡鲁特卡河和伊日河边的土地授予了鞑靼人的穆尔扎巴吉什·耀舍夫（Bagish Yaushev）。从那时起，乌德穆尔特人就开始被征收免役税。直到彼得大帝（1682-1721）统治时期，耀舍夫家族一直拥有这块土地。
在苏联时期，由于大量军事设备在这里制造，伊热夫斯克为保密行政区，禁止外国人进入。

### 炼铁厂的建立
1757年9月15日，在乌拉尔地区拥有七家工厂的皮奥特-舒瓦洛夫伯爵在卡马地区购买了土地，并得到了伊丽莎白皇后的许可，在那里建立了三个炼铁厂。在那个时代，炼铁厂是用蒸汽驱动的，木材是唯一的燃料。因此，决定将其中一个工厂建在伊日河附近森林丰富的土地上，制造铁条和铸铁锚。另一个铁厂建在沃特卡河上。
1760年4月10日，来自邻近村庄的农奴和来自舒瓦洛夫其他工厂的工匠在舒瓦洛夫的受托人采矿工程师阿列克谢-莫斯克文的指导下开始建坝。这一天被认为是伊热夫斯克的成立日期。建设进展缓慢。农奴们对被带离自己的村庄、繁重的任务和定期的体罚感到不满，导致了动荡不安的叛乱。
1762年，舒瓦洛夫去世。他的儿子安德烈继承了这些工厂。根据凯瑟琳大帝1763年11月15日的政令，舒瓦洛夫的所有钢铁厂，包括在Izhevsky Zavod的工厂，都因债务问题而归于俄罗斯皇室。从那时起，它就在政府的矿业委员会管辖之下，这是一个负责俄罗斯采矿业的机构。伊日河和沃特卡河上的钢铁厂被称为卡马工厂。
1763年，大坝和炼铁厂的建设完成，并冶炼出了第一块熟铁。由于大坝的建设，形成了欧洲最大的水库之一--伊热夫斯克水库。在炼铁厂附近，建立了定居点。这个定居点被命名为伊热夫斯基扎沃德Izhevsky Zavod，在俄语中意为 "伊日河畔的工厂"。
最初，炼铁厂生产3-6米（9.8-19.7英尺）长的手掌宽的铁条。这些铁条被供应给莫斯科用于重建克里姆林宫。伊日河畔的工厂生产的铁也被用于圣彼得堡的建筑。
伊热夫斯克曾在1984年被更名为乌斯季诺夫，以此纪念已故的国防部长德米特里·乌斯季诺夫。不过由于不断的抗议，伊熱夫斯克最终于三年后改回原来的名字。

### 普加乔夫叛乱
1773年10月，雅克河（乌拉尔河）畔爆发了反对叶卡捷琳娜二世的农民起义。起义者叶梅利扬·伊万诺维奇·普加乔夫的宣言传到了伊日河畔的工厂。这位哥萨克人自称是彼得三世，宣称农奴享有自由，并号召底层人民杀死贵族和工厂主。这得到了农奴和工匠们的支持。因此，戈罗布拉克达特和卡马工厂的经理费奥多尔-文泽尔上校和伊日河畔的工厂经理阿列克谢-阿列莫夫被迫逃往喀山。
1774年1月1日，普加乔夫的反叛军支队到达该镇。叛军摧毁了炼铁厂，烧毁了它的办公楼，并毁坏了管理人员的房屋。他们拆毁了粮库，把粮食分给了人民。炼铁厂的钱被送到了乌法附近的叛军参谋部。农奴被解放了。他们中的一些人加入了起义军。炼铁厂停止了一段时间。大约在这个时候，叶卡捷琳娜意识到叛乱的严重性，并派出由亚历山大-比比科夫将军率领的军队来镇压叛乱。 1774年4月，普加乔夫的军队逐渐失势，被迫离开伊热夫斯基扎沃德。经理们回来了，他们让农奴和工匠们屈服，迫使他们向叶卡捷琳娜二世效忠。加入叛军的工人名单被汇编成册，以便将来进行报复。
尽管有文泽尔和阿利莫夫兄弟部队的抵抗，普加乔夫的军队还是在1774年6月27日再次占领了该城。群众欢呼普加乔夫。他连续两天处理了农奴和工人的申诉。包括文泽尔和阿利莫夫斯在内的42人被处决。6月29日，普加乔夫离开伊热夫斯基扎沃德，向喀山出发。伊热夫斯基扎沃德的许多工人加入了他的部队，并在叛乱的最后几场战斗中无私地战斗，叛乱在1775年9月初基本被粉碎。尽管叛军被击败，其领导人被处决，但叛军的队伍继续战斗。炼铁厂的新管理者通过武力镇压农奴和带回工匠，镇压了叛乱团伙。
到1775年底，炼铁厂得到恢复并开始运作。以前的秩序被恢复了。使用强制劳动很难提高生产效率，到19世纪时，这种做法陷入衰败。

### 兵工厂的建立
1800年，鉴于来自拿破仑法国的威胁越来越大，保罗一世皇帝下令在乌拉尔地区建立一个武器工厂。采矿工程师安德鲁-杰里亚宾是戈罗布拉格达特、彼尔姆、卡马和博戈斯洛夫工厂的负责人，他为新工厂选择了场地。他看了彼尔姆和维亚特卡省的几个地方，认为最适合建厂的地方是伊热夫斯克。他想到了将炼铁厂变成兵工厂。
亚历山大一世批准了杰里亚宾的项目，并在1807年6月10日开始建造兵工厂大楼，这一年被认为是伊热夫斯克的第二次诞生。
新工厂缺乏人手。工人的空缺由农奴、乌拉尔采矿厂的工人和新兵填补。军械师从其他武器工厂调来，来自欧洲，主要是从丹麦和瑞典雇用的。
该定居点的人口迅速增长，到1808年底，有超过6000名居民。由于住房要求，人们不得不在工作结束后，在夜间建造他们的房屋。房屋是用工厂附近森林中的木材建造的。同时，工人们为士兵建造了新的营房，为工厂员工、军官和官员、医院、学校和其他社会设施建造住房。
该定居点是按照总体规划建设的。建筑师费奥多尔·杜丁是这个计划的作者，也是所有建筑工程的主管。城市网格的原则是新总体规划的基础。宽阔而笔直的街道与垂直于它们的小街交叉。它们的精确网络形成了小型的矩形街区。
1810年5月18日，一场大火在伊热夫斯基扎沃德烧毁了174间房屋、仓库和两个木制教堂被毁。
火灾过后，杜丁的计划开始实施。房屋是由松木原木制成的。通常情况下，一栋房子由两根柱子组成，用一个内门廊连接。穷人的房子由一个伊兹巴（Izba）组成。军械师和官员建造了两层和五层的原木房屋。到19世纪20年代，伊日有15条街道。1812年，由于人口和领土的增长，伊热夫斯基扎沃德被划分为三个行政区域。1816年，定居点内有1710间房屋，8个工厂的石头建筑，一个监狱，一个墓地，一个石头教堂和一所学校。人口为8,324人。
在19世纪20年代、30年代和40年代，建立了一些大型的石头建筑。圣亚历山大-涅夫斯基大教堂建于1818年和1823年之间，沙皇亚历山大（他认为亚历山大-涅夫斯基是他的守护神）在完工后不久访问了该教堂。其他值得注意的是，那个时代留下的大型石头建筑包括兵工厂（1823-25）、公共办公室（1843-45）和承包商Egor Novikov的房子。所有这些都改善了伊热夫斯克的外观。
到1850年，该定居点的人口增加了一倍多，达到19163人。其领土约为6200平方英里。3499座建筑是木制的，另外27座建筑，包括三座教堂，是用石头做的。该定居点有1066口水井。

### 1861年俄国农奴制改革后的伊热夫斯基扎沃德
1861年2月19日，俄罗斯皇帝亚历山大二世实施了解放改革。1865年10月9日，Berg-kollegia担心成本增加，将武器工厂租给了一个工业家的合伙企业。
1866年，工厂的农奴通过1861年的解放宣言获得了自由，并获得了自治权。伊热夫斯基扎沃德被划分为两个区。Nagornaya Volost和Zarechnaya Volost，即Zareka。每个区都有自己的管理委员会，由农村团体组成。农村团体由集会中选出的Starosta领导。在Nagornaya有七个农村社团；Zarechnaya有四个。
农村协会的管理部门向萨拉普尔区议会报告。他们由选举产生的村长领导，任期三年。乡镇政府负责履行职责和缴税。他们签发护照，管理领土的改善澄清和其他地方事务。
行政和警察的监督工作由工厂管理局负责。此外，行政部门还提供土地和房屋的产权文件。池塘、牧场和干草场被移交给装甲师和工匠。
农奴制的废除加剧了伊热夫斯基扎沃德居民之间的财富不平等。富裕阶层包括工厂管理人员、熟练的工人、行政专业人士、官员、神职人员和商人。这种分层对定居点的外观产生了影响。劳动人民被赶出了Nagornaya部分，并在沼泽地区的Zarechnaya定居。当时，另一个工人阶级的地方Koltoma也在发展。19世纪70年代初，在伊热夫斯基扎沃德有大约20个私人石头建筑。在Zarechnaya部分，所有的房子都是木制的。
公民生活依赖于和政府的合同工作。在战争或军备重整的年代，订单增加，劳动力和劳动收入也增加。在政府订单完成后，工资被削减，大多数工人离开了军火厂，定居点陷入了衰败，直到下一个政府合同。
1872年，在伊热夫斯基扎沃德建立了钢铁厂。1884年，兵工厂和钢铁厂被移交给国家。
在伊热夫斯基扎沃德也出现了私人兵工厂。
1860年，一位名叫伊万-费奥多罗维奇-彼得罗夫的军械师开始在Zarechnaya的一个小军械厂制造猎枪。后来，他在叶卡捷琳堡、鄂木斯克、下诺夫哥罗德和高加索地区设立了商店。他和他的儿子们还在伊热夫斯基扎沃德出售火药。他的一个儿子瓦西里后来开设了自己的兵工厂。
安德里安-尼康德罗维奇-叶夫多基莫夫是彼得罗夫家族的竞争对手。他在巴扎尔纳亚街有兵工厂。
尼古拉-伊里奇-别列津也在巴扎尔纳亚街建立了自己的企业。他生产枪支。他还在东北郊区拥有一个小铸铁厂。
商人波塞夫和基林是两个砖厂的老板。
到1914年，在伊热夫斯基区有12家私人工业企业。
在19世纪70年代，贸易在伊热夫斯基扎沃德开花结果。Bodalev兄弟、Mokletsov、Ogloblin、Sveshnikov和Szykin是最成功的商人。经营烈酒是有利可图的。1872年有三个伏特加酒厂，四个葡萄酒仓库，三个酒窖和大约50个酒馆。这一年，伊万-博达列夫在水库岸边开设了他的酿酒厂。
在19世纪初，伊热夫斯基扎沃德有四座教堂。圣天使长米迦勒主教座堂建于1897年至1915年。
伊热夫斯基扎沃德是乌德穆尔特犹太人的居住中心之一，他们讲乌德穆尔特语意第绪语。自1849年以来，在工人定居点根据犹太人的宗教需要分配了礼拜堂。1917年开设了第二个犹太教堂。两座犹太教堂在1930年被苏联当局关闭。

### 俄国革命与俄国内战
1917年3月5日，工厂的工人成立了一个工人苏维埃，其中包括工人、军队和其他公民的代表。两天后，工厂管理层辞职，由选举产生的官员取代。到同年9月中旬，布尔什维克控制了议会和其有影响力的报纸。
1917年10月27日，苏维埃政府正式宣布成立，此后不久伊热夫斯克的工人苏维埃正式解散。领导人于1918年6月被捕，促成了一场反对布尔什维克统治的起义。争夺城市控制权的斗争一直持续到红军的到来，红军于11月7日占领了伊热夫斯克，但1919年4月13日，该市被科尔察克上将的白军部队占领。同年6月8日在红军的另一次进攻中再次沦陷，这次是决定性的。

### 苏联时代
苏联时期，伊热夫斯克的规模和重要性显著增长。1921年，该市成为乌德穆尔特自治州的行政中心，这是乌德穆尔特共和国的前身。1934年12月28日，伊热夫斯克获得了乌德穆尔特自治苏维埃社会主义共和国的首都地位。第一条有轨电车于1935年开通。它的长度为5公里。
1937年3月14日，共和国的宪法被通过。它巩固了伊热夫斯克的首都地位。1941年秋天，几个与国防有关的工厂撤离到伊热夫斯克。1943年6月，伊热夫斯克机械制造厂成立。在第二次世界大战期间，伊热夫斯克的工厂生产了1250万支轻武器。
二战对该市产生了深远的影响；从苏联西部地区疏散的许多工业基础设施被重新安置到该市。疏散的企业部分被用来整合创建伊热夫斯克机械制造厂，它至今仍然是一个重要的军工制造商。
战后，军事工业仍然是当地经济的核心，因此伊热夫斯克被指定为一个封闭行政区，外国人无法进入。该市的伊热夫斯克机械厂于1948年开始制造AK-47自动步枪，并继续生产该设计的现代变体至今。该步枪的设计者米哈伊尔·卡拉什尼科夫一直住在伊热夫斯克，直到他在2013年去世。1966年，伊热夫斯克开始生产伊热品牌的汽车。
1984年，该市改名为乌斯季诺夫；以纪念前国防部长德米特里·乌斯季诺夫。三年后，尽管有相当多的市民抗议，伊热夫斯克还是恢复了其历史名称。
伊热夫斯克很好地度过了后苏联时代，因为对其军事产品的持续需求而得以延续。该市仍然是该国重要的工业和军事中心，被称为 "俄罗斯的军械库"，它与图拉市共享这一称号。

### 2022年校园枪击案
2022年9月26日，前学生卡赞采夫在该市第88学校实施了大规模枪击事件。包括11名儿童在内的18人被杀，另有24人受伤。该学校有大约1000名学生。卡赞采夫后来在现场自杀了。

## 姐妹城市
- 阿根廷科爾多瓦
- 中华人民共和国青海省西宁市